# Shoppen (Film)
Shoppen ist ein deutscher Spielfilm des Regisseurs Ralf Westhoff, der 2007 in die Kinos kam. Der Ensemblefilm zeigt 18 Frauen und Männer und ihre Versuche, bei einem Speed-Dating neue Beziehungspartner zu finden.

## Inhalt
Der in München angesiedelte Ensemblefilm stellt neun Frauen und neun Männer vor, die einen Partner bzw. eine neue Partnerin suchen. Zunächst werden sie einzeln in ihrer Arbeits-, Wohn- oder Freizeitumgebung durch knappe Pointen eingeführt und charakterisiert. Der längste Teil des Films spielt sich in einem größeren weißgetünchten Raum ab, in dem die Frauen auf der einen Seite und die Männer auf der anderen einander gegenübersitzen und paarweise miteinander sprechen. Der Leiter des Speed-Dating pfeift alle fünf Minuten zum Wechsel. Mit unterschiedlichen Fragen versuchen die Teilnehmer, möglichst viel über den anderen zu erfahren und sich selbst als möglichst attraktiv zu verkaufen. Auf einem Fragebogen kreuzen sie an, wen sie später wieder treffen möchten. Den letzten Teil des Films bilden diese Treffen, die an unterschiedlichen Orten stattfinden und einen ebenso unterschiedlichen Ausgang nehmen.

## Hintergrund

### Entstehung
Der Regisseur Ralf Westhoff lernte das Produzentenduo Florian Deyle und Martin Richter im Jahr 2003 bei der Verleihung des Starter-Filmpreises der Stadt München kennen, wo Westhoff eine Auszeichnung für seinen Kurzfilm Der Plan des Herrn Thomaschek erhielt. Zwei Jahre später trafen sich die drei beim Friedrich-Wilhelm-Murnau-Preis erneut als Sieger wieder: Westhoff wurde für seinen Kurzfilm Der Bananenkaktus ausgezeichnet, die beiden Produzenten für ihre Produktion Die Überraschung prämiert. In einem längeren Gespräch während der Verleihung erörterte Westhoff den beiden Produzenten erstmals die Thematik seines ersten in Vorbereitung befindlichen Spielfilms Shoppen. Einige Monate später präsentierte er ihnen daraufhin sein fertiges Drehbuch.

### Produktion
Die Finanzierung des Films begann Anfang 2006. Fördermittel zur Umsetzung von Shoppen kamen vorwiegend vom FilmFernsehFonds Bayern, während der Bayerische Rundfunk sich als Koproduzent an dem Projekt beteiligte. Deyle und Richter als Geschäftsführer von Drife Productions entschlossen sich wiederum, auf ihre Gage zugunsten der Kostenreduzierung zunächst zu verzichten. Das Darstellerensemble des Films stellte Westhoff vorwiegend aus Nachwuchsschauspielern und -schauspielerinnen der Münchner Theaterszene zusammen; darunter auch Akteure, mit denen er bereits im Vorfeld gearbeitet hatte. Über Monate hinweg besuchte er diverse Theaterinszenierungen und lud verschiedene seiner Favoriten zum Casting ein – ein Prozess, der erst kurz vor Drehbeginn seinen Abschluss fand. Laut Westhoff erhielt er keine Absagen von seinen Wunschkandidaten, die wie auch der Stab mitunter sogar bereit waren, trotz Gagenrückstellung zu arbeiten. Das feste Theaterengagement der meisten der 18 Hauptdarsteller sollte aufgrund diverser Proben- und Aufführungspläne in der Vorproduktion und beim Dreh später jedoch zu häufigen Änderungen des Drehplans führen. Deyle bezeichnete die Logistik des Drehplans im Nachhinein als „sicherlich die größte Herausforderung bei Shoppen“, auch weil das Team bemüht war, „Theaterdisponenten und Schauspieler möglichst nicht zu vergraulen“.
Die Dreharbeiten fanden an nur 20 Tagen im Juni 2006 statt – inmitten der Fußball-Weltmeisterschaft 2006 in Deutschland. Während ein Großteil aller Filmproduktionen die Drehs unterbrach oder auf die Zeit nach der Meisterschaft verschob, entschied sich die Crew trotz erschwerter Drehgenehmigungen sowie wiederkehrender Fan-Gesänge und Hupkonzerte, ihren Drehplan auf die WM abzustimmen. Für die Produktion sollte sich die Entscheidung während der Drehphase als Vorteil entpuppen: Zum einen war sie mit ihrem kleinen Team recht flexibel; zum anderen hätte sie laut Westhoff mit ihrem „Mini-Budget nach der WM garantiert keine Teammitglieder und kein Equipment mehr bekommen – da wäre alles ausgebucht gewesen.“ Ohne Hindernisse verlief der Dreh jedoch nicht: Da die Dreharbeiten unter anderem in der Nähe der Münchner Fanmeile stattfanden, bestand bei den Außenaufnahmen fortwährend die Gefahr, dass im Hintergrund Fans zu sehen oder zu hören sein würden. Die Arbeiten an einer Straßenbahnszene entstanden dadurch letztlich im Dunkeln, nachdem sich das Viertelfinalspiel der Schweiz gegen die Ukraine bis zum Elfmeterschießen hingezogen hatte und das Team wegen der Verzögerung so lange hatte warten müssen, bis die Schaufensterbeleuchtung ausgegangen war.
Bereits in der Vorproduktion hatten Deyle und Richter darüber beraten, in welchem Rahmen der fertige Film präsentiert werden sollte. Früh einigte man sich auf die Internationalen Hofer Filmtage, welche alljährlich im Oktober stattfinden. Trotz der geringen Zeit, die zwischen den Dreharbeiten im Juni und dem noch unvollendeten Film, welcher sich zu dieser Zeit gerade in der Postproduktion befand, lag, entschieden sich die beiden Produzenten dazu, eine teils ungeschnittene und ungemischte Rohfassung von Shoppen dem Hofer Festivalchef Heinz Badewitz zu zeigen. Dieser willigte nach einem eigens arrangierten Kinoscreening schließlich in die Festivalpremiere ein. Nach Badewitz' Zusage erstellten die beiden Produzenten für die verbleibende Zeit einen Plan für die Postproduktion, in der weiterhin Schnitt, Sounddesign, Lichtbestimmung, Titeldesign und Ausbelichtung auf 35-mm-Film durchgeführt wurden.

## Veröffentlichung
Shoppen  feierte schließlich am 25. Oktober 2006 bei den Internationalen Hofer Filmtagen Weltpremiere. Die Filmkopie war „in letzter Minute“ fertiggestellt und von der Produktion höchstpersönlich am Tag der Uraufführung nach Hof gefahren worden. Auf dem Festival wurde der Film mit Beifall gefeiert. Kinostart war am 3. Mai 2007. Etwa 334.000 Kinobesucher sahen den Film in Deutschland.

## Kritiken
„Hier gibt es erfreulich wenig dramaturgisch zurechtgezimmerte Figurenbausteine. Dafür aber diese kleinen Blicke und Gesten, aus denen man sich als Zuschauer dann wie von selbst die ganze Figur zusammensetzt.“

„Ralf Westhoff hat es gleich mit seinem ersten Langfilm geschafft, gegen alle klassischen Gebote der Filmdramaturgie zu verstoßen. […] Und er hat es dennoch geschafft, […] einen herausragenden Film daraus zu zaubern, der Spaß macht. […] Großartig die Dialoge, die Ralf Westhoff auch noch geschrieben hat, und zwar so, dass jeder sich in mindestens einer Person wieder findet. Und auch so, dass sie gleichzeitig improvisiert wirken und doch auf den Punkt kommen.“

## Auszeichnungen
Bei der Verleihung des Bayerischen Filmpreises 2007 wurde Ralf Westhoff als bester Nachwuchsregisseur und für das beste Drehbuch ausgezeichnet. Beim Deutschen Filmpreis 2008 war Shoppen in den Kategorien Bester Spielfilm und Bestes Drehbuch nominiert.